# 銀幕大角頭
《銀幕大角頭》（英語：Anchorman: The Legend of Ron Burgundy，或簡稱）是一部2004年美國喜劇片，由亞當·麥凱執導，賈德·阿帕托監製，主演威爾·法洛與麥凱共同編劇。本片是半開玩笑式地描述1970年代的《行動新聞》的職業文化，並敘述聖地牙哥電視台與新女記者和威爾·法洛所飾演的朗·勃根帝產生的衝突。本片受美國精彩電視台獲選為百大有趣的電影中的第六位和《帝國雜誌》的五百大喜劇電影中的第一百一十三名。
電影於2004年7月9日在美國上映，首周獲得了2840萬美元的票房，全球總計9060萬美元。後於同年推出了錄影帶首映電影《銀幕大角頭：失落的電影》，主要收錄本片未釋出的故事情節。
續集《銀幕大角頭2：傳奇再續》於2013年12月18日上映，由派拉蒙影業取代夢工廠發行。

## 劇情
故事敘述朗·博根帝是聖地牙哥地方電視台的名主播，70年代正值他的事業高峰。不過當野心勃勃的薇若妮卡·柯尼史東進入同一個電視台後，朗的地位即將不保。

## 演員
- 威爾·法洛飾演朗·博根帝（Ron Burgundy）
- 克麗絲汀娜·雅柏蓋特飾演薇若妮卡·柯尼史東（Veronica Corningstone）
- 保羅·路德飾演布萊恩·范塔納（Brian Fantana）
- 史提夫·卡爾飾演畢克·塔木蘭德（Brick Tamland）
- 大衛·柯屈納飾演錢皮恩·「錢普」·金德（Champion "Champ" Kind）
- 佛萊德·威拉特飾演愛德華·「艾德」·哈肯（Edward "Ed" Harken）

客串
- 丹尼·崔喬飾演調酒師
- 傑克·布萊克飾演機車騎士
- 賈德·阿帕托飾演新聞台員工
- 保羅·F·湯普金斯飾演貓秀賽主播
- 傑伊·強斯頓飾演目擊新聞團隊的一員
- 亞當·麥凱飾演守衛
- 提姆·羅賓斯飾演大眾新聞主播
- 盧克·威爾遜飾演法蘭克·威特查德（Frank Vitchard）
- 班·史提勒飾演亞圖羅·門德斯（Arturo Mendez）
- 蜜西·派爾飾演動物園飼養員

## 續集
續集《銀幕大角頭2：傳奇再續》於2013年12月18日在美國上映。首集導演亞當·麥凱回歸執導。演員威爾·法洛、史提夫·卡爾、保羅·路德、大衛·柯屈納和克麗絲汀娜·雅柏蓋特再次出演各自的角色，此外，還新加入了梅根·古德、詹姆斯·馬斯登與克莉絲汀·薇格

## 外部連結
- AnchormanMovie.com 官方網站 （页面存档备份，存于）
- 美国电影学会目录上的《銀幕大角頭》（英文）
- 互联网电影数据库（IMDb）上《銀幕大角頭》的资料（英文）
- AllMovie上《銀幕大角頭》的资料（英文）
- Box Office Mojo上《銀幕大角頭》的資料（英文）
- 爛番茄上《銀幕大角頭》的資料（英文）
- Metacritic上《銀幕大角頭》的資料（英文）